# Гленн Снайдерс
Гленн Снайдерс (англ. Glenn Snyders, 7 квітня 1987) — новозеландський плавець.
Учасник Олімпійських Ігор 2008, 2012, 2016 років.
Призер Пантихоокеанського чемпіонату з плавання 2014 року.
Призер Ігор Співдружності 2010 року.
Переможець літньої Універсіади 2011 року.